# ルアン・パバンの町
ルアン・パバンの町（ルアン・パバンのまち）はラオスの世界遺産の一つでルアンパバーンの旧市街地のことである。メコン川とナムカン川の合流点にある。1995年にはユネスコの世界遺産（文化遺産）に登録された。
地名に関しては以前はルアン・プラバンが使われたがこれはタイ語によるこの町の呼称をローマ字で書きさらに日本語に音写したもので必ずしも正しいとはいえない。現在ではルアン・パバン、ルアンパバーンがより原音に近い表記とされる。

## 概要
ラーンサーン王国も参照のこと。

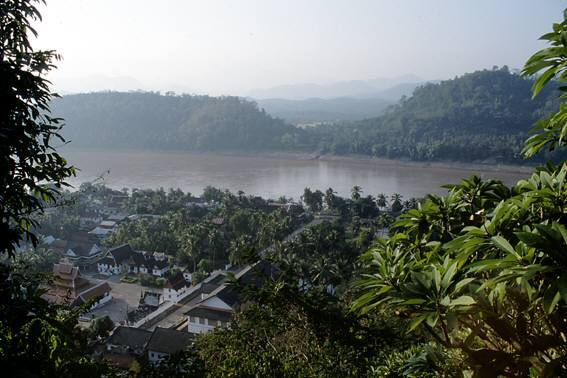
ルアン・パバン遠景

さらに、1353年からラーンサーン王国首都で、初代のファーグム王が、シェントーンと呼ばれていたこの街を王都とした。16世紀中ごろセーターティラート王の時代に一時地方都市（ビエンチャンへ遷都があった。）となり、「パバーン仏の都」という意味のルアンパバーンという名に改めた。
その後ルアンパバーン王国の1975年まで首都として機能してきた重要な町であった。そのため歴史的に価値があり美しい建造物が多い。後に仏領インドシナの一部になった後も重要な地方都市として機能し続けた。現在でも美しい町並みのみならず、北部の経済の中心である。

## 登録経緯
ルアンパバーンは1993年頃からラオス政府・外国の基金・個人などの積極的な支援を受け、保存活動が活発化した。その後1994年、ICOMOSがルアンパバーンを世界遺産にユネスコに推薦した。1995年にはユネスコから正式な承認を得た。

## 登録基準
この世界遺産は世界遺産登録基準のうち、以下の条件を満たし、登録された（以下の基準は世界遺産センター公表の登録基準からの翻訳、引用である）。
- (2) ある期間を通じてまたはある文化圏において、建築、技術、記念碑的芸術、都市計画、景観デザインの発展に関し、人類の価値の重要な交流を示すもの。
- (4) 人類の歴史上重要な時代を例証する建築様式、建築物群、技術の集積または景観の優れた例。
- (5) ある文化（または複数の文化）を代表する伝統的集落、あるいは陸上ないし海上利用の際立った例。もしくは特に不可逆的な変化の中で存続が危ぶまれている人と環境の関わりあいの際立った例。

推薦者ICOMOSは、次の様な旨の理由をつけた。
ルアンパバーンは、伝統的な建造物、都会的建造物、19世紀から20世紀の植民地建造物の他に類を見ない優れた融合の代表である。その景観は見事に保存され、二つの違った文化の混合を鍵となる段階を描いている。

## 建造物一覧
ルアンパバーン参照のこと。